# Плато

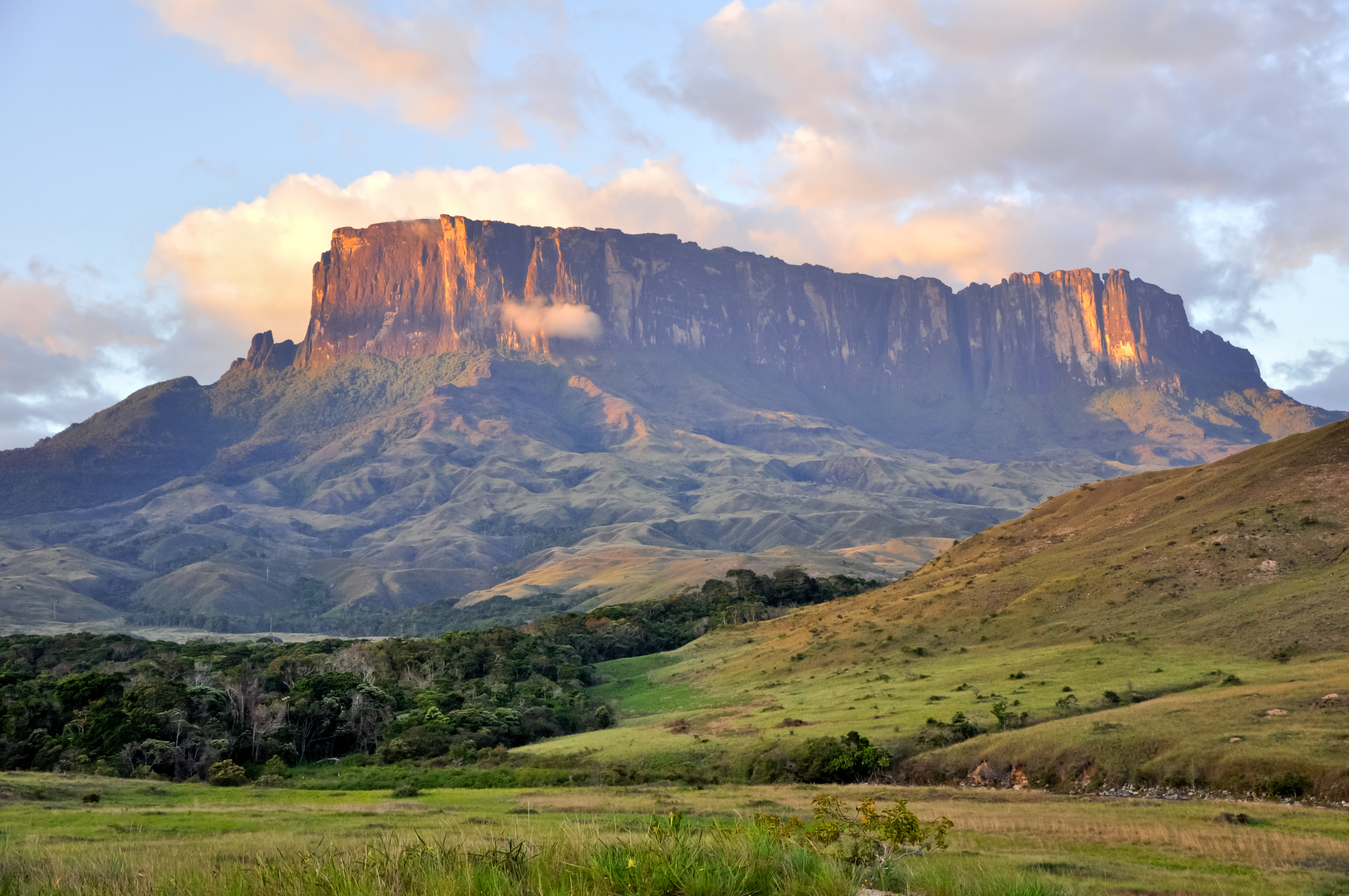
Плато Рорайма, штат Рорайма, Бразилія

Плато в Криму.

Плато́ (від фр. plateau, дос. «таця») — підвищена рівнина з плескатою або слабохвилястою поверхнею, відмежована від навколишніх рівнинних просторів уступами.
Розрізняють плато:
- структурні;
- вулканічні;
- денудаційні;
- нагірні;

Структурне плато — плато, броньоване стійким горизонтальним пластом, який вийшов на поверхню завдяки видаленню денудацією більш податливих пластів, які залягали вище.
Вулканічне, або лавове плато — велика піднята рівнина, що утворилася в результаті виливу на земну поверхню великих мас лави.
Денудаційне плато — піднята денудаційна рівнина.